# توماس أ. فلاهرتي
توماس أ. فلاهرتي هو سياسي أمريكي، ولد في 21 ديسمبر 1898 في بوسطن في الولايات المتحدة، وتوفي بنفس المكان في 27 أبريل 1965. نشط حزبياً في الحزب الديمقراطي. وقد انتخب عضو مجلس نواب ماساتشوستس ‏ وانتخب عضو مجلس النواب الأمريكي ‏.